# Gang Starr

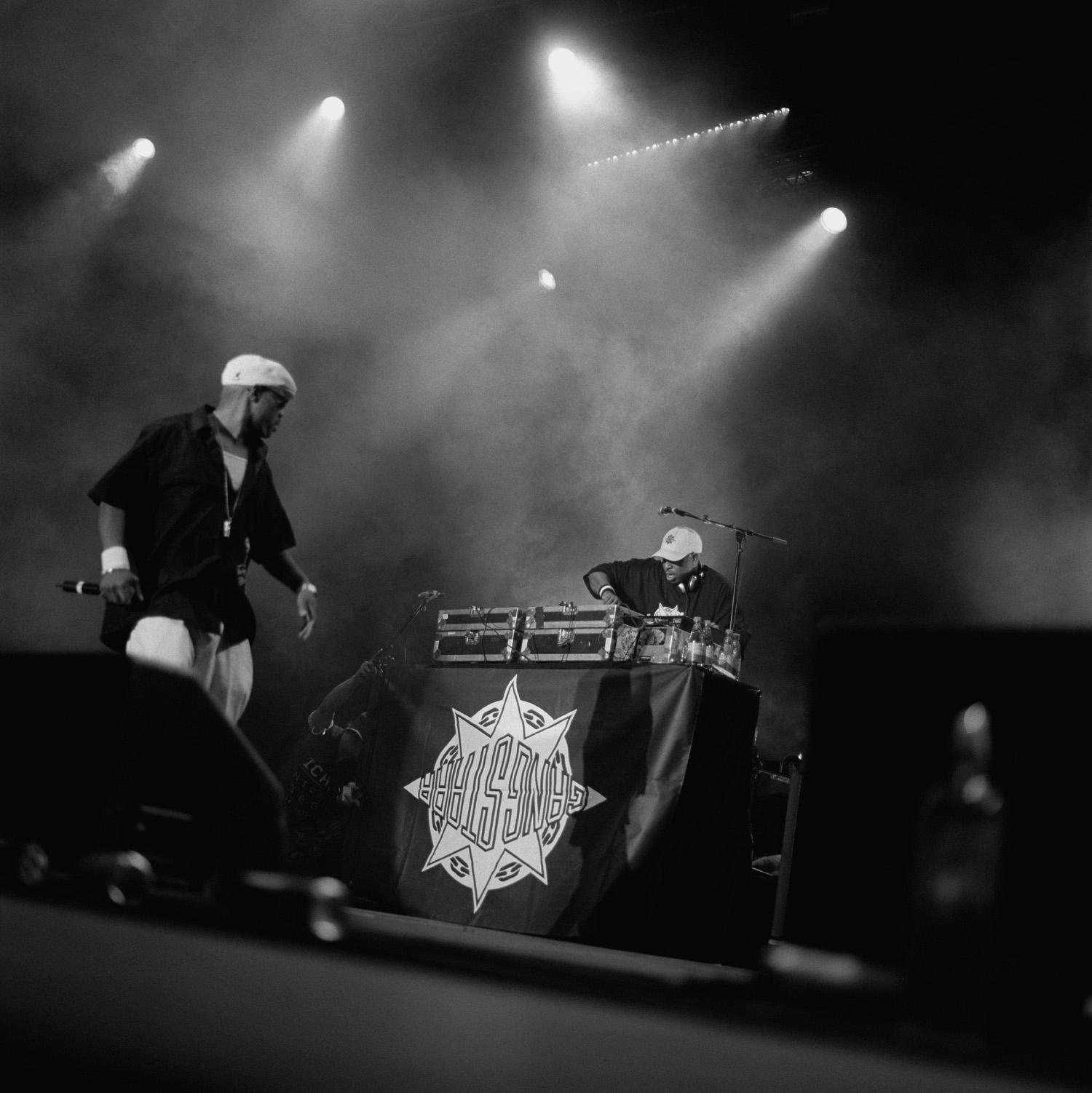
Gang Starr (1999)

I Gang Starr sono stati un gruppo hip hop statunitense di New York, composto da Guru (MC), Premier (DJ), DJ 1,2 B Down, Mike Dee e da vari altri beatmaker come Donald D, J.V. Johnson e DJ Mark The 45 King.
Durante la loro carriera hanno dato diversi contributi all'hip hop di New York. L'intero catalogo musicale dei Gang Starr, specialmente Step in the Arena (1991), Daily Operation (1992), Hard to Earn (1994) e Moment of Truth (1998), è fortemente apprezzato sia dai critici che dagli amanti dell'hip hop. Il loro pezzo Jazz Thing, presente nella colonna sonora del film di Spike Lee Mo' Better Blues, ha dato impulso alla costituzione del genere jazz rap, anche se essi stessi considerano il loro suono solamente hardcore hip hop.

## Storia del gruppo
Il gruppo è stato fondato nel 1986 da Guru, DJ 1,2 B Down, Mike Dee e da vari altri beatmaker come Donald D, J.V. Johnson o DJ Mark The 45 King. Tra il 1987 ed il 1988 pubblicarono tre singoli su vinile per la leggendaria Wild Pitch Records, e nel 1989 Guru e DJ Premier (che lavorava sotto il nome di Waxmaster C) si incontrarono per la prima volta. Nello stesso anno pubblicarono il loro primo singolo Words I Manifest ed iniziarono a lavorare assieme per una serie di 6 album, 2 CD di greatest hits e numerosi tra singoli e contributi a colonne sonore.
Guru e DJ Premier frequentano entrambi il college: Guru, nato e cresciuto a Boston, frequenta l'istituto Morehouse, dove si diploma in economia. Premier, di Brooklyn, studia informatica alla Prairie View University, in Texas. Nel 1989 pubblicano l'album No More Mr. Nice Guy. All'inizio degli anni 1990 escono Step in the Arena e Daily Operation che danno una spinta al genere e aumentano la notorietà del gruppo. I Gang Starr diventano stimati nell'underground, manifestando il loro pensiero musicale disinteressandosi di suoni e rime adatte al mainstream musicale, producendo brani che diventano classici come Just to Get a Rep, Step in the Arena, Take It Personal e Soliloquy of Chaos.
Premier diventa rapidamente uno dei produttori più richiesti di New York, e lavora con grandissimi artisti del periodo: The Notorious B.I.G., Nas, Jay-Z, KRS-One e Jeru the Damaja. Guru collabora con artisti come Roy Ayers, Donald Byrd, N'Dea Davenport ed altri per il suo album di debutto come solista, Guru's Jazzmatazz Vol. 1, primo album di una serie con influenze blues e jazz. Avviate carriere soliste, il progetto Gang Starr diviene qualcosa di secondario per Guru e Premier. Nel 1994 i due pubblicano Hard To Earn che conferma la popolarità e la street-credibility, nonostante l'ostinazione ad un sound anticommerciale, come sottolineato dall'ironico singolo Mass Appeal.
Quattro anni dopo i Gang Starr tornano con Moment Of Truth (1998) da cui vengono estratti pezzi di rilievo come You Know My Steez, e trascinato da brani come The Rep Grows Bigga, Above the Clouds con Inspectah Deck del Wu-Tang Clan, Royalty con K-Ci & JoJo, Betrayal con Scarface, JFK to LAX, Make 'Em Pay con Krumbsnatcha e The Set-Up con Hannibal. Un anno dopo è la volta di Full Clip, un doppio album, edito in occasione del decimo compleanno del gruppo. Nel 2003 infine esce The Ownerz, molto apprezzato e ricco di collaborazioni come con Jadakiss, Fat Joe, M.O.P., Snoop Dogg, l'LP trova i Gang Starr rivisti nel linguaggio ma con lo stesso gusto underground degli anni '90. I singoli sono Rite When You Stand, Sabotage e Skills.
I Gang Starr hanno anche partecipato alla colonna sonora del film 8 Mile con il brano Battle.
A partire dal 2003, anche in base ad interviste rilasciate in particolare da Guru nel 2005 e nel 2006, il gruppo si poteva ritenere sciolto, o quantomeno, secondo le parole di Premier in un'altra intervista, "in lunga pausa", da cui non è mai uscito, fino alla morte di Guru, il 19 aprile 2010.

## La Morte di Guru
Nel febbraio 2010 Guru, malato da tempo, entrò in coma e morì il 19 aprile 2010.
Solar, un collaboratore di lunga data dell'artista, dichiarò che Guru scelse di non rendere pubblica la diagnosi di mieloma eseguita nel 2009. Secondo un comunicato diffuso dalla sua società di pubbliche relazioni alla sua morte, Guru sembrava aver litigato con DJ Premier sette anni prima della sua morte, affermando: "Desidero che il mio ex-DJ non abbia niente a che fare con il mio nome, la mia immagine, in eventi, ricordi, ecc.".
La validità della dichiarazione è stata poi messa in discussione dalla famiglia di Guru e da molti dei suoi conoscenti all'interno della cultura hip-hop.

## Discografia

### Album in studio
- 1989 – No More Mr. Nice Guy
- 1991 – Step in the Arena
- 1992 – Daily Operation
- 1994 – Hard to Earn
- 1998 – Moment of Truth
- 2003 – The Ownerz
- 2019 – One of the Best Yet

### Raccolte
- 1999 – Full Clip: A Decade of Gang Starr
- 2006 – Mass Appeal: Best of Gang Starr

### Singoli
- "Words I Manifest"/"DJ Premier In Deep Concentration"
- "Positivity"/"No More Mr. Nice Guy (Remix)"
- "Just To Get A Rep"/"Who's Gonna Take The Weight?"
- "Lovesick"/"What You Want This Time?"/"Credit Is Due"
- "Step In The Arena"/"Check The Technique (Remix)"/"Credit Is Due"
- "2 Deep"/"Take It Personal"/"Ex Girl to Next Girl"/"B.Y.S."/"Soliloquy of Chaos"
- "Code of the Streets"/"Speak Ya Clout"
- "Dwyck"
- "Mass Appeal"
- "Suckas Need Bodyguards"/"The ? Remainz"/"Now You're Mine"
- "Royalty"
- "You Know My Steez"/"So Wassup?"
- "The Militia"/"You Know My Steez (Three Men And A Lady Remix)"
- "1/2 & 1/2"/"Gangsta Bounce"
- "Full Clip"/"Dwyck"
- "All 4 Tha Ca$h"/"The ? Remainz"
- "Discipline"/"Just To Get A Rep"
- "Skills"/"Natural"
- "Nice Girl, Wrong Place"/"Rite Where U Stand"
- "The Ownerz"/"Same Team, No Games"